# 英検DSトレーニング
『英検DSトレーニング』（えいけんディーエストレーニング）は、2007年9月13日にIEインスティテュートから発売されたニンテンドーDS用ソフト。

## 概要
旺文社の英検集中ゼミ、英検予想問題ドリル、英検Pass単熟語を元に作成した、英語トレーニングソフトである。実用英語技能検定における、1級～5級レベルの問題と単語熟語帳を収録している。

## 内容

### テスト
級別に模擬試験を行う。
問題は、各級のトレーニングに収録されている中からランダムで20問出題される。16問以上正解すると合格となる。

### トレーニング
実際に英検に出題される問題形式をもとにアレンジされた問題で学習する。
- 穴うめ
- 会話
- 語句整序
- 長文読解
- リスニング

### その他の機能
- ワードブック
- ガイド